# Horné Mladonice
Horné Mladonice (bis 1927 auch slowakisch Horné Mladunice; deutsch Obermladunitz, ungarisch Felsőlegénd – bis 1892 Felsőmladonya) ist eine Gemeinde in der Mitte der Slowakei mit 190 Einwohnern (Stand 31. Dezember 2024), die im Okres Krupina, einem Kreis des Banskobystrický kraj, liegt.

## Geographie
Die Gemeinde befindet sich in der Hochebene Krupinská planina im Tal des Baches Vrbovok im Einzugsgebiet der Krupinica. Das Ortszentrum liegt auf einer Höhe von 480 m n.m. und ist 13 Kilometer von Krupina entfernt (Straßenentfernung).
Nachbargemeinden sind Čekovce im Norden, Senohrad im Nordosten und Osten, Lackov im Südosten, Zemiansky Vrbovok im Süden und Dolné Mladonice im Westen.

## Geschichte
Horné Mladonice wurde zum ersten Mal 1470 als Felseulegen schriftlich erwähnt und war Teil der Herrschaft des Klosters in Bzovík, im 18. Jahrhundert war es Besitz des Graner Seminars. 1715 gab es 13 Haushalte, 1828 zählte man 51 Häuser und 308 Einwohner, die als Landwirte beschäftigt waren.
Bis 1918 gehörte der im Komitat Hont liegende Ort zum Königreich Ungarn und kam danach zur Tschechoslowakei beziehungsweise heute Slowakei. 1935 brannte ein Großteil des Ortes aus.

## Bevölkerung
| Jahr                | 1994 | 2004     | 2014    | 2024     |
| ------------------- | ---- | -------- | ------- | -------- |
| Anzahl der Personen | 199  | 170      | 172     | 190      |
| Unterschied         |      | −14,57 % | +1,17 % | +10,46 % |

| Jahr                | 2023 | 2024    |
| ------------------- | ---- | ------- |
| Anzahl der Personen | 187  | 190     |
| Unterschied         |      | +1,60 % |

Nach der Volkszählung 2011 wohnten in Horné Mladonice 177 Einwohner, davon 156 Slowaken und vier Roma. 17 Einwohner machten keine Angabe zur Ethnie.
156 Einwohner bekannten sich zur römisch-katholischen Kirche und drei Einwohner zur Evangelischen Kirche A. B. Ein Einwohner war konfessionslos und bei 17 Einwohnern wurde die Konfession nicht ermittelt.

## Bauwerke
- römisch-katholische Demetriuskirche aus den Jahren 1888–1890[6]